# 澶淵の盟
澶淵の盟（せんえんのめい）は、1004年に北宋と遼の間にて結ばれた盟約である。国境の現状維持、不戦、宋が遼を弟とすること、宋から遼に対して年間絹20万匹・銀10万両を歳幣として送ることなどが決められた。
この時期に、当事国の一方の国号が「遼」と「契丹」との間で何度か入れ替わるが、この記事中では全て「遼」で統一する。

## 事前の経緯
五代十国時代の後晋によって遼に割譲された燕雲十六州はその後、後周によって莫州・瀛州と寧州（唐末・北宋の乾寧軍）が宋側に奪い返され、遼側・宋側共に奪い返すべき土地として認識されていた。北宋が開かれた後に太宗（趙匡義）によって奪回作戦が試みられたが、これは失敗に終わる。その後、北宋では文治政策が進められ、この問題は一時置かれる。遼の方では太宗（耶律堯骨）の死後は内紛が続き、南に干渉できる状態ではなかった。
982年、遼で聖宗が即位する。内紛を収めた聖宗とその母の承天皇太后は1004年、20万と号する軍を率いて南下を始めた。

## 澶淵の盟
これに対して宋の朝廷は大いに狼狽し、王欽若などは金陵（南京）への避難を提案した。これに対して寇準は強硬に主戦論を主張し、皇帝真宗に対して親征を主張し、真宗もこれを受け入れ、澶州（現在の河南省濮陽市濮陽県）に赴いた。
両軍は膠着状態に陥り、和平交渉が持たれた。初め遼側は領土の割譲を求めていたが、宋からすればそれだけは受け入れ難いとして、財貨を送ることでの和平の道を探ることになる。寇準はむしろ遼が領土を割譲し、遼が自らを臣下と呼ぶなどの強硬な姿勢を貫くべきとの意見を出していたが、周りからの讒言もあり妥協した。使者の曹利用が遼へと赴く際に、真宗は「100万両までなら出しても良い」との言葉を与えたが、寇準は曹利用に対して「30万を超えたら、お前を斬る」と脅していた。
和平交渉は順調に進み、宋は毎年絹20万疋・銀10万両を歳幣として遼に送ること、真宗は承天皇太后を叔母とすること（宋が遼に対して兄となる）、国境の現状維持などが取り決められた。
曹利用が帰国した後、真宗から歳幣の金額を尋ねられたところ、指3本を出した。これを見た真宗は300万かと思って驚いたが、30万と聞かされて安心したという話が残っている。

## その後
その後の1042年、宋が仁宗・遼が興宗に代替わりした後、宋が西夏に手を焼いているのを見た遼は、宋に対して再び領土割譲を求め、絹・銀双方を10万ずつ上乗せすることで妥協した。この盟約は後の宋と金とで結ばれた海上の盟まで続く。
この盟約により、宋はその間の平和を得て、高い経済力を元に繁栄が築かれた。しかし文治主義が過剰になって、軍隊の弱体化を招いた。遼は毎年送られてくる多大な財貨を元に、経済力を発展させて北アジア最強国へとのし上がり、文化の華も開かせたが、契丹の尚武の気風が薄れ、奢侈へと走ってしまったことも否めない。
また後世において、宋が財貨を贈ることで平和を買ったことを、財政面や民族主義的な側面から非難する意見もある。しかし周辺諸国に財物を下賜して平和を買うのは、朝貢貿易として中国の伝統的な外交手法であり、宋・遼関係においては両者の上下関係の差が小さくなったに過ぎない。もっとも南宋時代の対金関係においては、上下関係が逆転し、南宋が臣下の立場となる屈辱を受けたのは事実である。
一方で、相手国で生産が困難な絹織物や陶磁器・茶などを愛好する習慣が当地の社会全体に広がった結果、宋からの輸入量が激増して、贈った財貨を上回る財貨が宋側に還流することになり、結果的には宋の経済力の強化・税収の増大に繋がったとみる見方もあり、これは南宋・金関係においても同様である。